# Aphodius misellus
Aphodius misellus là một loài bọ cánh cứng trong họ Scarabaeidae. Loài này được Boheman miêu tả khoa học năm 1857.